# Parti de l'avant-garde démocratique et socialiste
Le Parti de l'avant-garde démocratique et socialiste (PADS, arabe : حزب الطليعة الديمقراطي الاشتراكي) est un parti politique marocain de gauche créé en 1991. Ses couleurs sont le rouge et le noir, symbole de la liberté. Le secrétaire général est Ali Boutouala.
Ahmed Benjelloun, frère de Omar Benjelloun, est un des fondateurs du PADS.
Le PADS fait partie de l'Alliance de la gauche démocratique.